# 9月7日
9月7日是阳历年的第250天（闰年是251天），离一年的结束还有115天。
在英國與其屬地和北美十三州，因1752年將曆法從儒略曆轉換至格里曆，故該年沒有9月7日。

## 大事记

### 19世紀以前
- 70年：猶太戰爭：罗马帝国军队在提图斯的率领下攻占耶路撒冷。
- 1191年：第三次十字军东征中，“狮心王”理查一世于黎凡特击败埃及苏丹萨拉丁。
- 1298年：马可·波罗入狱，与鲁思梯谦合作著成《马可·波罗行记》。
- 1652年：郭懷一事件：台湾汉人武装起义，反抗荷兰殖民统治。
- 1689年：清朝代表索額圖與俄羅斯代表費岳多在尼布楚簽訂界定兩國邊界的《尼布楚條約》。
- 1776年：大陸軍總司令喬治·華盛頓派出海龜號潛艦，試圖攻擊停靠在紐約港的英國皇家海軍軍艦。

### 19世紀
- 1812年：法國皇帝拿破崙一世率領大軍團在博羅金諾戰役重創俄羅斯軍隊，隨後攻佔莫斯科。
- 1821年：大哥伦比亚共和国建国，西蒙·玻利瓦尔当选总统
- 1822年：被葡萄牙废黜的巴西摄政王佩德罗一世宣布巴西脱离葡萄牙而独立。
- 1853年：上海小刀会发动起义，计划与太平天国相会合。
- 1893年：英国移民于意大利成立了热那亚板球与足球俱乐部，成为意大利历史上最悠久的足球俱乐部之一。

### 20世紀
- 1901年：在八國聯軍佔領北京的情況下，清朝政府和英國、美國等11個國家簽訂《辛丑條約》。
- 1904年：英国强迫西藏签署《拉萨条约》。
- 1923年：闻一多的诗集《红烛》由泰东书局出版。
- 1936年：最後一隻袋狼在澳洲的荷巴特動物園（英语：Hobart Zoo）死於人工飼養。
- 1940年：二战：納粹德國在不列顛戰役中改變戰略，對英國首都倫敦展開大規模轟炸。
- 1940年：根據克拉約瓦條約和維也納裁決，在義大利允許下罗马尼亚将南多布罗加地区割让予保加利亚。
- 1945年：二战：驻守威克岛的日本军队向美軍投降。
- 1953年：赫鲁晓夫正式就任苏联共产党中央委员会第一书记，成为苏联最高领导人。
- 1965年：第二次印巴战争中，中国宣布将会在中印边界增兵。
- 1970年：约旦军队与巴勒斯坦游击队在安曼发生武装冲突。
- 1975年：香港佳藝電視成立，但維持不足三年便倒閉。
- 1975年：中国发现中原油田。
- 1975年：周恩来会见罗马尼亚共产党中央书记伊利耶·维尔德茨，是周生前最后一次接见外宾。
- 1977年：美国和巴拿马政府签署《巴拿马条约》，美国承诺在20世纪结束前交还巴拿马运河。
- 1979年：ESPN成立。
- 1980年：華國鋒在五屆全國人大三次會議上宣佈不再擔任中國國務院總理。
- 1982年：香港恆隆銀行擠提。
- 1986年：德斯蒙德·图图出任南非开普敦圣公会大主教，成为南非首位黑人大主教。
- 1987年：GSM行動電話標準出現，行動電話開始可以在世界各地使用。
- 1996年：美國杜魯門號航空母艦完工下水。
- 1996年：《迪迦奥特曼》由东京广播公司在日本首次放送。
- 2000年：聯合國安全理事會常任理事國首腦會議在紐約舉行。

### 21世紀
- 2008年：第四屆香港立法會選舉。
- 2010年：中国渔船和日本海上保安厅巡逻船在钓鱼台列屿附近海域发生相撞，引发两国在外交以及主权方面的严重争议。
- 2011年：俄罗斯雅罗斯拉夫尔发生空难，造成43人当场罹难，其中包括雅罗斯拉夫尔火车头冰球队全体运动员。
- 2012年：中国云南省彝良县附近地区连续发生两场地震，至少造成80人死数百人伤。

## 出生
- 923年：朱雀天皇，日本第61代天皇（952年逝世）
- 1533年：伊莉莎白一世，英格蘭、愛爾蘭女王，是都鐸王朝的第五位也是最後一位君主（1603年逝世）
- 1641年：德川家綱，日本江戶幕府第4代征夷大將軍（1680年逝世）
- 1707年：布丰，法國博物学家、數學家、生物學家、作家（1788年逝世）
- 1709年：塞缪尔·约翰逊，英國文評家、詩人、散文家、傳記家，獨力編出《約翰遜字典》（1784年逝世）
- 1709年：弗朗索瓦-安德烈·丹尼根·菲利多尔，法國西洋棋大師、喜歌劇作曲家（1795年逝世）
- 1795年：約翰·威廉·波里道利，歷史上首位現代吸血鬼故事作者（1821年逝世）
- 1807年：亨利·休厄爾，英國殖民者、政治家，首任紐西蘭總理（1879年逝世）
- 1810年：赫爾曼·海因里希·戈森，普魯士經濟學家，首先闡述邊際效用理論（1858年逝世）
- 1817年：黑塞-卡塞爾的露易絲，丹麦王后（1898年逝世）
- 1826年：譚衛道，法國天主教遣使會會士、動物學家、植物學家（1900年逝世）
- 1829年：奧古斯特·凱庫勒，德國有機化學家（1896年逝世）
- 1836年：劉銘傳，清朝政治人物，首任臺灣巡撫（1896年逝世）
- 1857年：安哈爾特的伊麗莎白群主，梅克伦堡-施特雷利茨大公國的大公夫人（1933年逝世）
- 1860年：摩西奶奶，美國畫家（1961年逝世）
- 1909年：伊利亚·卡赞，希臘裔美國話剧、電影導演（2003年逝世）
- 1911年：托多尔·日夫科夫，保加利亞人民共和國領導人（1998年逝世）
- 1912年：戴维·帕卡德，美國惠普公司創始人之一（1996年逝世）
- 1914年：詹姆斯·范·艾倫，美國科學家（2006年逝世）
- 1917年：约翰·康福思，澳大利亞化學家，1975年諾貝爾化學獎得主（2013年逝世）
- 1923年：彼得·勞福德，美國演員（1984年逝世）
- 1924年：丹尼爾·井上，日裔美國聯邦參議員（2012年逝世）
- 1924年：上國料巽，日本財務官僚、企業家
- 1930年：博杜安，比利时國王（1993年逝世）
- 1930年：袁隆平，中國工程院院士，雜交水稻育種專家，被譽為「雜交水稻之父」（2021年逝世）
- 1931年：查尔斯·卡米莱里，馬爾他作曲家（2009年逝世）
- 1934年：奧馬爾·卡拉米，黎巴嫩總理（2015年逝世）
- 1934年：丁羽，香港資深配音員、藝員
- 1935年：阿卜杜·迪烏夫，塞內加爾政治人物，第2任塞內加爾總統
- 1936年：巴迪·霍利，美國創作歌手、搖滾樂先驅（1959年逝世）
- 1938年：亞歷克塞·澤范蘭傑斯，俄羅斯數學家（2014年逝世）
- 1940年：阿卜杜拉赫曼·瓦希德，印尼政治人物，第4任印尼總統（2009年逝世）
- 1943年：贝弗利·麦克拉克林，加拿大第17任首席大法官
- 1944年：维利博尔·米卢蒂诺维奇，塞尔维亚裔墨西哥足球教练
- 1948年：哈利法·本·扎耶德·阿勒纳哈扬，阿拉伯聯合大公國總統（2022年逝世）
- 1949年：葛洛莉雅·蓋諾，美國歌手
- 1951年：朱莉·凯夫纳，美國演員
- 1953年：細野秀雄，日本材料學家
- 1954年：弗朗西斯科·古特雷斯，東帝汶政治人物，第6任東帝汶總統
- 1958年：陳百強，香港歌手（1993年逝世）
- 1958年：朱玲玲，香港女演員
- 1959年：德魯·韋斯曼，美國醫學家，2023年諾貝爾生理學或醫學獎得主
- 1960年：埃爾辛·塔塔爾，土耳其裔賽普勒斯政治人物，現任北賽普勒斯總統
- 1962年：阿列克謝·達尼洛夫，烏克蘭政治家，烏克蘭國會議員
- 1965年：安琪拉·基柯基沃，羅馬尼亞女高音歌劇歌唱家
- 1968年：陳熙瓊，韓國女演員
- 1968年：塔科·迪比茲，荷蘭藝術史家
- 1969年：凱爾·巴斯，美國對沖基金經理
- 1973年：朱迅，中國中央電視台主持人
- 1973年：沙隆·伊丽莎白，美國演員、模特兒
- 1974年：高橋廣樹，日本男性聲優
- 1974年：马里奥·弗里克，列支敦斯登足球運動員
- 1975年：阿部典史，日本摩托車選手（2007年逝世）
- 1976年：王勁力，台灣棒球選手
- 1977年：大野愛果，日本作曲家、歌手
- 1978年：戴文·薩瓦，加拿大男演員
- 1979年：吉住梢，日本女性聲優
- 1980年：埃姆雷·贝勒兹奥卢，土耳其足球員
- 1980年：贾瓦德·内科南，伊朗足球運動員
- 1981年：劉晨芝，美國華裔、香港女歌手
- 1982年：黃婉伶，香港女歌手
- 1982年：謝婷婷，香港女藝人
- 1982年：白石涼子，日本女性聲優
- 1984年：大久保麻梨子，日籍台灣女藝人
- 1984年：薇拉·兹沃纳列娃，俄羅斯女子職業網球運動員
- 1984年：芭比·基亞古拉尼，烏干達慈善家、作家
- 1987年：穆罕默德·阿赫桑，印尼男子羽球運動員
- 1987年：伊雯·瑞秋·伍德，美國演員、歌手
- 1987年：雅歷珊查·禾絲妮雅克，波蘭裔加拿大女子網球選手
- 1988年：張惠雅，香港女子偶像組合HotCha成員
- 1988年：凱文·洛夫，美國職業籃球運動員
- 1989年：山下大輝，日本男性聲優
- 1989年：Aiki，韓國舞者
- 1989年：洛倫·奧爾雷德，美國女歌手、詞曲作家、鋼琴家
- 1990年：禾浩辰，台灣男演員
- 1990年：林敬倫，台灣男演員
- 1992年：唐安琪，中國女子偶像團體SNH48成員
- 1992年：森田涼花，日本女演員
- 1992年：山姆·肯德里克斯，美國男子田徑運動員
- 1994年：韓忠羽，台灣女子團體A'N'D成員
- 1994年：山崎賢人，日本男演員、模特兒
- 1995年：村上奈津實，日本女性聲優
- 1998年：辛迪·恩甘巴，喀麥隆女子拳擊運動員
- 2001年：細谷真大，日本職業足球運動員
- 2002年：小坂菜緒，日本女子偶像團體日向坂46成員
- 2002年：EJ，日本男子偶像團體&TEAM隊長
- 生年不詳：岩崎了，日本男性聲優

## 逝世
- 251年：司馬懿，三國時代的曹魏大臣（179年出生）
- 494年：蕭昭業，南朝齊皇帝（473年出生）
- 859年：唐宣宗李忱，唐朝皇帝（810年出生）
- 934年：孟知祥，五代十国时期后蜀开国皇帝（874年出生）
- 1134年：阿方索一世，亚拉冈与纳瓦拉国王（1073年出生）
- 1312年：费尔南多四世，卡斯蒂利亚国王（1285年出生）
- 1365年：伯颜忽都皇后，元朝皇后，1337年被册封为元惠宗的第二任皇后（1324年出生）
- 1424年：尹良親王，日本南北朝時代皇族（1364年出生）
- 1559年：罗伯特·司提反，法国印刷商及学者（1503年出生）
- 1566年：尼古拉·兹林斯基，克罗地亚将领（1506年出生）
- 1601年：約翰·莎士比亞，英國商人（1531年出生）
- 1700年：威廉·羅素，英格蘭貴族、政治家，第一代貝德福德公爵（1613年出生）
- 1809年：拉玛一世，泰國曼谷王朝第一代國王（1737年出生）
- 1871年：鬼面山谷五郎，日本江戶時代相撲力士，第13代橫綱（1826年出生）
- 1910年：威廉·霍尔曼·亨特，英国画家（1827年出生）
- 1921年：甘為霖，19世紀後期在臺灣南部傳教，1891年10月於臺南創立全臺第一所盲人學校，因此被稱為臺灣盲人教育的開創者。(1841年出生)
- 1939年：泉鏡花，日本文學家（1873年出生）
- 1951年：約翰·斯隆（英语：John Sloan），美國藝術家（1871年出生）
- 1962年：凱倫·白烈森，丹麥作家，多次提名諾貝爾文學獎（1885年出生）
- 1978年：凱思·穆恩，英國音樂家、詞曲作家、音樂製作人、演員，搖滾樂團誰人樂隊鼓手（1946年出生）
- 1985年：喬治·波利亞，匈牙利裔美國數學家、數學教育家（1887年出生）
- 1990年：A·J·P·泰勒，英國歷史學家（1906年出生）
- 1994年：吴印咸，中國摄影家（1900年出生）
- 1994年：特伦斯·扬，华裔英国导演（1915年出生）
- 1997年：蒙博托·塞塞·塞科，剛果政治人物，前任薩伊共和國總統（1930年出生）
- 2002年：烏茲·蓋爾，德裔以色列槍械設計師（1923年出生）
- 2004年：龔秋霞，中國女演員、歌手（1918年出生）
- 2004年：龍冬花，中國政治人物，第二至五屆全國政協委員（1929年出生）
- 2014年：李香蘭，中國出生的日本電影演員與歌手，並曾任日本參議院參議員（1920年出生）
- 2014年：權梨世，韓國女歌手，女子組合Ladies' Code成員。（1991年出生）
- 2016年：約瑟夫·凱勒，美國數學家。（1923年出生）
- 2016年：李棠華，臺灣雜技師（1926年出生）
- 2016年：叶秀山，中国哲学家（1935年出生）
- 2016年：徐婷，中国女演员（1990年出生）
- 2018年：常寶華，中國第六代相聲演員、曲藝名家。（1930年出生）
- 2018年：盛中國，中國小提琴演奏家（1941年出生）
- 2022年：瓦列里·波利亞科夫，俄羅斯太空人。（1942年出生）

## 節假日和習俗
- ：国家濒危物种日
- 巴西：独立日
- 斐济：宪法日
- 莫桑比克：胜利日
- 巴基斯坦：空军节（英语：Air Force Day (Pakistan)）
- 乌克兰：军队情报处节